# Batrachomoeus
Batrachomoeus là một chi cá cóc.

## Các loài
Hiện có 5 loài được công nhận:
- Batrachomoeus dahli (Rendahl, 1922) (cá cóc Dahl)
- Batrachomoeus dubius (J. White, 1790) (cá cóc miền đông)
- Batrachomoeus occidentalis Hutchins, 1976 (cá cóc miền tây)
- Batrachomoeus rubricephalus Hutchins, 1976 (cá cóc đầu hồng)
- Batrachomoeus trispinosus (Günther, 1861) (cá cóc, cá cóc ba gai)